# Gilbert raconte et Bécaud chante
Albums de Gilbert Bécaud
La Maison sous les arbres
(1971) Olympia 1972
(1972)
Gilbert raconte et Bécaud chante est un album studio de Gilbert Bécaud sorti en 1972. 
L'opus compile des extraits de l'émission radiophonique réalisée par Marie-France Brière et présentée par Robert Willar Moi j'aime le music-hall sur Europe 1.

## 33 tours 30cm (Pathé Marconi EMI - 2 C064-11892)
- Alors raconte [0 min 15 s]
- Le Rideau rouge [0 min 29 s]
- Quand Jules est au violon [0 min 22 s]
- Le Pianiste de Varsovie [0 min 23 s]
- Ah ! si j'avais des sous [0 min 26 s]
- La Maison sous les arbres [0 min 43 s]
- La Route [0 min 21 s]
- Viens [0 min 23 s]
- Les Croix [0 min 35 s]
- Le Marchand de ballons [0 min 11 s]
- Mes mains [0 min 36 s]
- La Ballade des baladins [0 min 36 s]
- Quand tu danses [0 min 28 s]
- Mé-qué, mé-qué [0 min 09 s]
- La Corrida [0 min 20 s]
- Je veux te dire adieu [0 min 22 s]
- Il fait des bonds, le Pierrot qui danse [0 min 26 s]
- L'Enterrement de Cornélius [0 min 16 s]
- Le Pays d'où je viens [0 min 14 s]
- Salut les copains [0 min 23 s]
- Opéra d'Aran [0 min 57 s]
- L'Absent [0 min 34 s]
- Dimanche à Orly [0 min 27 s]
- Les Marchés de Provence [0 min 46 s]
- Le Mur [0 min 13 s]
- Un nouveau printemps tout neuf [0 min 13 s]
- Nathalie [0 min 39 s]
- Et maintenant [0 min 36 s]
- L'Orange [0 min 05 s]
- Quand il est mort le poète [0 min 30 s]
- La Grosse Noce [0 min 37 s]
- Les cerisiers sont blancs [0 min 16 s]
- L'important c'est la rose [0 min 30 s]
- Le Bain de minuit [0 min 24 s]
- La Vente aux enchères [0 min 14 s]
- Chante [0 min 20 s]